# Санта-Ана (муниципалитет Соноры)
Санта-Ана (исп. Santa Ana) — муниципалитет в Мексике, штат Сонора, с административным центром в одноимённом городе. Численность населения, по данным переписи 2020 года, составила 16 203 человека.

## Общие сведения
Название Santa Ana дано в честь Святой Анны.
Площадь муниципалитета равна 1476,6 км², что составляет 0,8 % от площади штата, а наиболее высоко расположенное поселение Росалия-Сото-Фернандес, находится на высоте 913 метров.
Он граничит с другими муниципалитетами Соноры: на севере с Тубутамой и Магдаленой, на востоке с Кукурпе, на юге с Оподепе и Бенхамин-Хиллом, на западе с Тринчерасом.

## Учреждение и состав
Муниципалитет был образован 8 апреля 1935 года, по данным 2020 года в его состав входит 99 населённых пунктов, самые крупные из которых:
| Код INEGI                  | Населённый пункт                                                                     | Численность населения (2005 год) | Численность населения (2010 год) | Численность населения (2020 год) |
| -------------------------- | ------------------------------------------------------------------------------------ | -------------------------------- | -------------------------------- | -------------------------------- |
| 058                        | Всего                                                                                | 14638                            | 16014                            | 16203                            |
| 0001                       | Санта-Ана (исп. Santa Ana) 30°32′38″ с. ш. 111°07′16″ з. д. (административный центр) | 10593                            | 11864                            | 12372                            |
| 0020                       | Эстасьон-Льяно (исп. Estación Llano) 30°21′40″ с. ш. 111°06′17″ з. д.                | 1056                             | 1292                             | 1292                             |
| 0055                       | Санта-Ана-Вьехо (исп. Santa Ana Viejo) 30°32′51″ с. ш. 111°08′11″ з. д.              | 710                              | 742                              | 826                              |
| 0012                       | Эль-Кларо (исп. El Claro) 30°27′06″ с. ш. 111°12′12″ з. д.                           | 795                              | 864                              | 718                              |
| 0060                       | Санта-Марта (исп. Santa Martha) 30°34′47″ с. ш. 111°06′30″ з. д.                     | 338                              | 300                              | 275                              |
| 0035                       | Эль-Пантанито (исп. El Pantanito) 30°35′58″ с. ш. 111°03′54″ з. д.                   | 187                              | 233                              | 145                              |
| 0106                       | Ла-Польвадера (исп. La Polvadera) 30°38′50″ с. ш. 111°09′46″ з. д.                   | 113                              | 126                              | 96                               |
| —                          | Прочие                                                                               | 846                              | 593                              | 479                              |
| Названия на карте Генштаба |                                                                                      |                                  |                                  |                                  |

## Экономическая деятельность
По статистическим данным 2000 года, работоспособное население занято по секторам экономики в следующих пропорциях:
- сельское хозяйство, скотоводство и рыбная ловля — 12,6 %;
- промышленность и строительство — 33 %;
- торговля, сферы услуг и туризма — 52 %;
- безработные — 2,4 %.

## Инфраструктура
По статистическим данным 2020 года, инфраструктура развита следующим образом:
- электрификация: 99,1 %;
- водоснабжение: 97,5 %;
- водоотведение: 98,3 %.